# Opmaaksjabloon

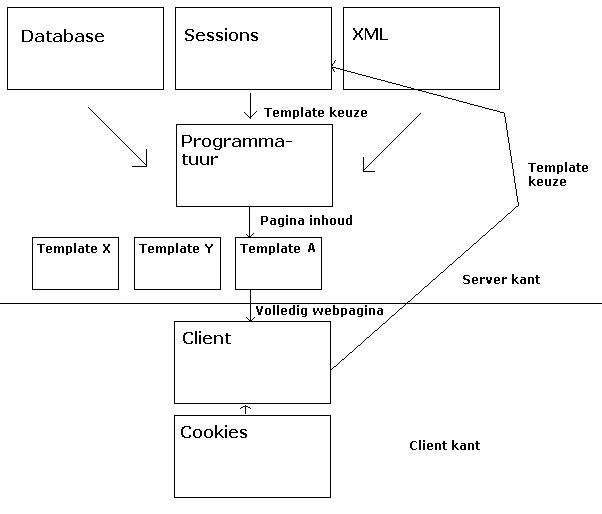
Schema voor php

Een opmaaksjabloon (template voor lay-out) wordt het meest gebruikt bij webpagina's die gecodeerd zijn aan de serverkant. 
Met sjablonen scheidt men de code en inhoud van de opmaak. De inhoud wordt eerst berekend en daarna wordt deze informatie in een template ingevuld. Hierdoor kan de lay-out gemakkelijk worden aangepast, zonder dat  daarvoor door de code heen moet worden gegraven. De code en opmaak zijn duidelijk van elkaar gescheiden zodat men meteen weer of het aan de opmaak, of aan de programmatuur daarachter ligt. Door het gebruik van lay-outtemplates krijgt de bezoeker van de webpagina ook de keuze in de informatie die hij wil bekijken. 